# Église Saint-Mélaine de Berville-sur-Mer
Pour les articles homonymes, voir Saint-Mélaine et Melaine.
L'église Saint-Mélaine est située à Berville-sur-Mer, dans l'Eure. Elle est partiellement inscrite au titre des monuments historiques,.

## Historique
Le chœur a été construit au XIIIe siècle, la nef au XIVe siècle. La tour-clocher a été réalisée par l'architecte Dupuis en 1855/1856 tandis que la sacristie a été construite entre 1873 et 1876.

## Protection
L'église est inscrite au titre des monuments historiques le 13 février 1928,.

## Galerie

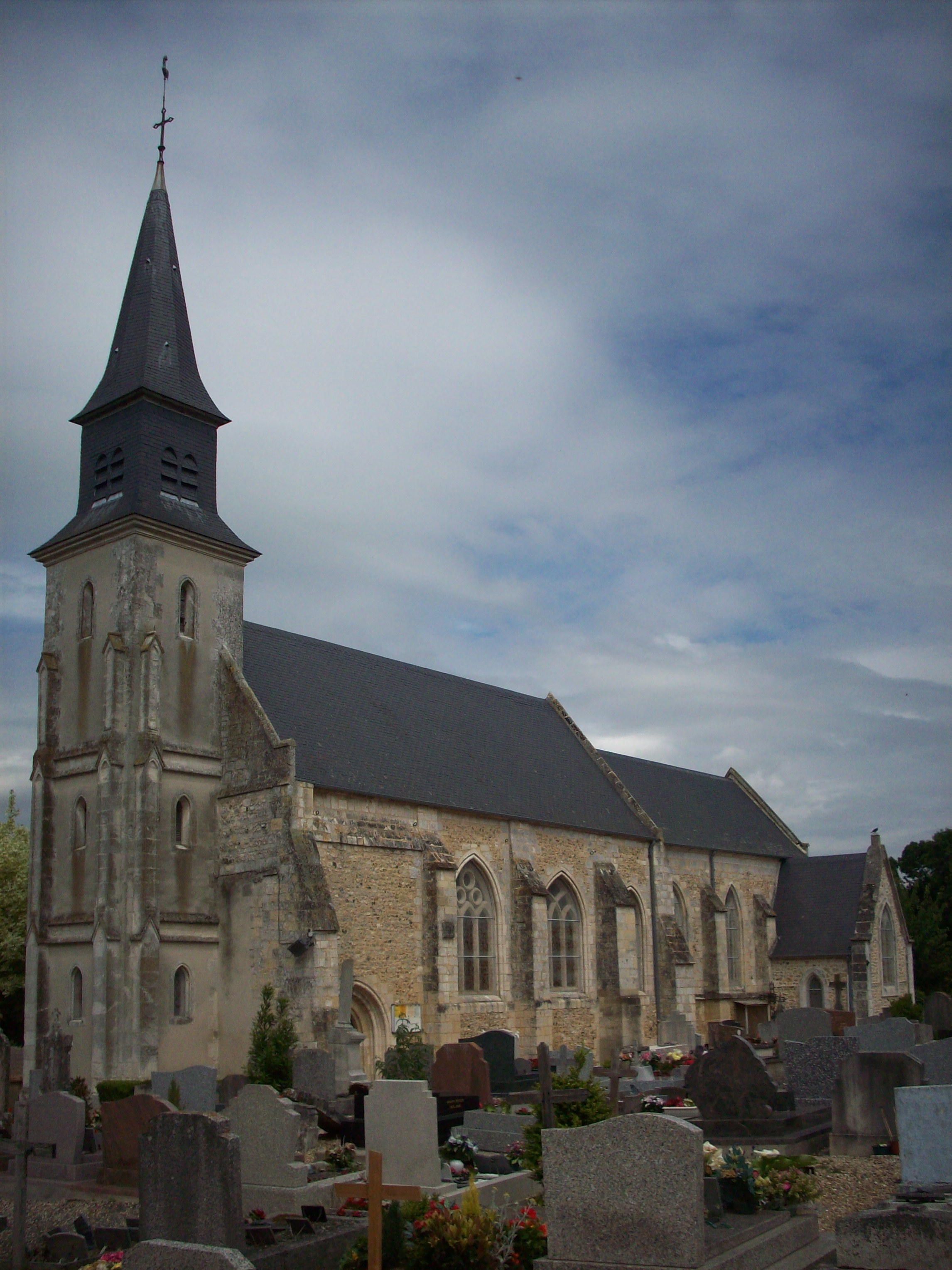
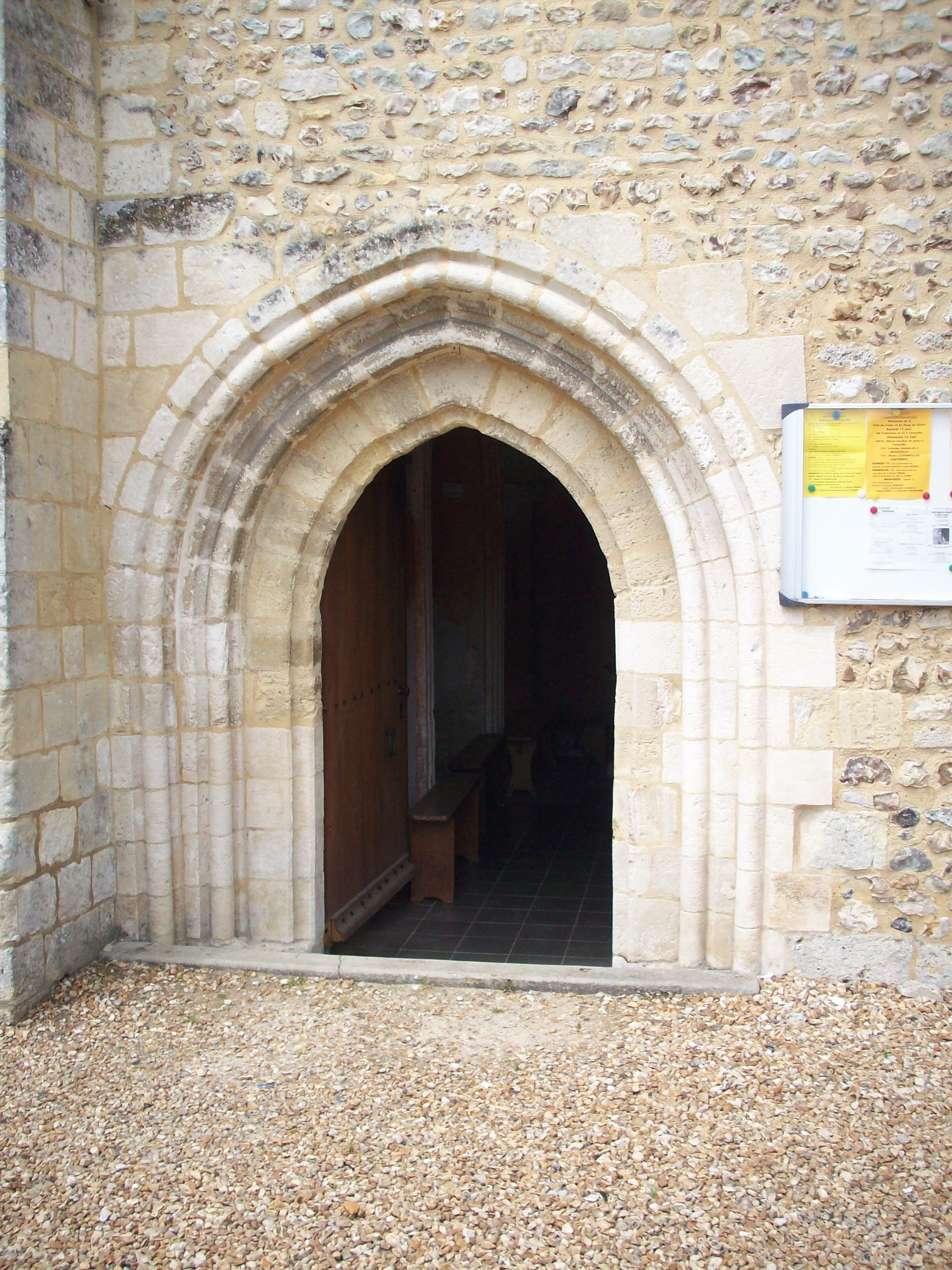